# Alick William Dockrill
Alick William Dockrill ( 1915, Enmore, Sídney - 2011) fue un botánico y explorador australiano, de fama mundial por su taxonomía de orquídeas.
A partir de 1971 fue investigador del CSIRO (Agencia federal de investigaciones agronómicas de Australia). Realizó extensas expediciones botánicas por Australia, y Papua Nueva Guinea
Muchos especímenes de sus recolecciones se guardan en el Herbario Nacional de Papúa Nueva Guinea.

## Algunas publicaciones
- Dockrill, AW. 1969. Australian indigenous orchids. Ed. Soc. Growing Australian Pl.

### Libros
- Dockrill, AW. 1966. A checklist of the orchidaceous plants of tropical Queensland. Edición revisada de North Queensland Naturalists' Club, 21 pp.
- Dockrill, AW. 1967. Australasian Sarcanthinae;: A review of the subtribe Sarcanthinae (Orchidaceae) in Australia & New Zealand. Ed. Australasian Native Orchid Soc. 41 pp.
- Dockrill, AW. 1969a. The Epiphytes: The tropical terrestrial species (Australian indigenous orchids). Ed. Soc. Growing Australian Pl. 2 vols. 825 pp.
- Dockrill, AW. 1969b. Australian indigenous orchids. Volumen 1. 2ª edición de Soc. for Growing Australian Plants. 1.062 pp. ISBN 0949324434
- Dockrill, AW. 1969c. Key to subfamilies, tribes and genera, etc. of Orchidaceae in New Guinea. 57 pp.
- Dockrill, A; AW Dockrill. 1992. Australian Indigenous Orchids. Ed. Surrey Beatty & Sons; 2ª ed. 200 pp. ISBN 0-949324-43-4
- Dockrill, AW. 1994. Australian Indigenous Orchids, Vols 1 & 2. 1062 pp. fotos color, ilustrs. Ed. Surrey Beatty & Sons

## Honores
- 1990: galardón de Honor de la "Australian Orchid Foundation"[2]

### Epónimos
Género
- (Orchidaceae) Dockrillia Brieger 1981[3]

Especies
- (Euphorbiaceae) Croton dockrillii Airy Shaw[4]

- (Orchidaceae) Arthrochilus dockrillii Lavarack[5]

- (Orchidaceae) Chiloglottis dockrillii Rupp[6]

- (Orchidaceae) Phoringopsis dockrillii (Lavarack) D.L.Jones & M.A.Clem.[7]

- La abreviatura «Dockrill» se emplea para indicar a Alick William Dockrill como autoridad en la descripción y clasificación científica de los vegetales.[8]